# キングフォスル
キングフォスル（KING FOSSIL）はタイトーのコンピューターゲーム『ダライアス』シリーズに登場する架空の宇宙戦艦。
説明や文献によっては、”キングフォッスル”と”ッ”を付けて、もしくは”キングフォシル”と呼ぶ。

## 特徴
シーラカンスをモチーフにした巨大戦艦。ダライアスシリーズのシンボル的キャラクターとして、亜種キャラクターを含めて殆どの作品に登場している。『ダライアス』ではステージ１のAゾーンのボスとして、『ダライアスII』では同じく、ステージ1の中ボスとなって、登場している。
シリーズによって、多くの亜種戦艦が登場しており、『Gダライアス』のクイーンフォスル(QUEEN FOSSIL)及びファイアーフォスル(FIRE FOSSIL)などがそれに当たる。名称「フォスル（化石）」というのは、生きている化石であるシーラカンスモチーフならではのネーミングである。

## 能力
最初のステージのボスなので比較的弱く、攻撃は口からの赤い色の５方向弾を４連射してくるがその発射方向は決まっており、それを見切れば簡単に倒すことが出来る。背鰭と尻鰭が破壊可能箇所で、そこを破壊すればそれぞれ30000点入る。
続編のダライアスIIでは中ボスで全身に炎を纏ったファイアーキングフォスルとなるが、攻撃パターン自体は同じで、それ以降のシリーズでは、これらの攻撃の他にも、様々な攻撃方法を追加して、シルバーホークに向かってくる。

## BGM
最初のボスキャラクターだけに、テーマ曲名は「BOSS1」で、ボスの巨大さが視覚的宣伝になっている本ゲームに合わせて、重々しい低音と軽い高音を混ぜ合わせたものとなっている。
本ボスのテーマBGMになっている事もあり、後述する諸作品でキングフォスルが出演する場合、優先的にこのBGMが選ばれる事がもっぱらで、『サーガイア』のステージ4や、『ダライアスバースト』のミッションモードでのオリジンシルバーホーク使用時でキングフォスルと戦う場合にこの曲となる。

## 亜種

### ファイアーキングフォッスル
『ダライアスII』に登場。ゾーンAの中ボスとして、ザコキャラのファイアーシャークを率いて出現。全身が炎を纏っているようなグラフィックとなったが、容姿と攻撃自体は初代と変わらない。鰭の破壊は不可能。
最終面では攻撃内容こそ変化はないが出現と同時に攻撃を行うようになり、弾速もゾーンAの時と比べて上がっている。ゾーンによっては画面左側に移動された状態から攻撃してくる場合もあり、この時は攻撃の回避が難しくなる。

### エンペラーフォッスル (EMPEROR FOSSIL)
『ダライアスツイン』に登場。
キングフォスルと似た形状だが、鰭などの破壊可能箇所はない。クイーンと二艦一緒に現れ、エンペラーは緑色で、口から体色と同じ緑色の太いレーザーを撃ってくる。

### クイーンフォッスル (ダライアスツイン)
エンペラーと同型艦で、こちらは色がピンクがかった赤。
クイーンは口から動きは遅い多数の拡散型レーザー弾を撃ってくるが、二艦同時での攻撃は仕掛けてこない。どちらか一方を倒すと、残った方がずっと攻撃を続けてくる。

### キングフォスル（ダライアス外伝）
ゾーンCのボス。ダライアスのデザインを倣いつつ、細部ディティールが異なっており、腹部に腹鰭が追加され、より源モチーフのシーラカンスに近いフォルムになったといえる。
はじめは５方向弾と、新たに加わったホーミングミサイルを撃ってくるだけだが、ダメージを与える度に、破壊不可能な体の鱗が剥がれてきて、鱗を全部剥がした状態から更に撃ち込まないとボスは倒せない。
鱗を剥がし終えた後には、通常攻撃に加え、8方向破裂弾と三連発の魚雷による攻撃を仕掛けてくる。鰭は初代同様に破壊可能で、胸鰭と腹鰭、尻鰭、背鰭をそれぞれ壊すと30000点入る。
なお、撃破すると本体から頭部が吹き飛ばされ、頭部がなくなった本体が地形へ落下していく演出が入る。

### クイーンフォッスル (QUEEN FOSSIL)
『Gダライアス』にはクイーンフォスルが登場。これまでのシリーズとは比較にならない、シルバーホークと並ぶと一画面には収まらないほどの巨体で登場し、画面内を縦横無尽に泳ぎ回る。
ツインとの同名キャラではなく、シーラカンスモチーフ以外に繋がりは特にない。尾鰭レーザーに口からのソリドミサイルや舷側のウロコミサイルにシールドやホーミングミサイル、レーザー、中ボスのクイーンズチャイルドを放出するなど多彩な攻撃を持っている。
実際のプレイではその巨大さゆえにボスの上か下（エリアＥかエリアＦか）のどちらかのルートを選択して進むことになる。上ではスプレイガン砲台とブーメランにして飛ばす脂鰭パーツ、背鰭砲台と戦う。ブーメランパーツはボスから放出中に破壊できるが、ボス本体に戻ると破壊不可能。
下では粒子加速砲と腹鰭砲台パーツの投下攻撃、舷側展開式砲台によるレーザーとホーミングミサイルによるサンダーレーザー砲台による攻撃を加えてくる。体当たり攻撃の他、βビームは尾鰭中央部と舷側砲台から発射。
なお、舷側砲台によるαビームとの干渉によるカウンターボーナス最高のフォーフォールドカウンターは、上ルートを選んだ時にしか行うことができない。

### ファイアーフォッスル (FIRE FOSSIL)
同じく『Gダライアス』ではクイーンフォッスルの同型艦のファイアーフォッスルが登場する。クイーンフォッスルとの違いはカラーリングと頭部の角の他、名前通り、火の玉や火柱を用いた火炎攻撃を行う。
尾鰭先端部はクイーンでは可動式レーザー砲台だったが、ファイアーはフレーム弾を放ち、更に分離して体当たり攻撃も仕掛けてくる。攻撃方法はクイーンと同じものがメインとなっているが、クイーンは口からソリドミサイルを撃つのに対し、ファイアーはバーナー攻撃をしてくる。
上部（エリアM）、下部（エリアN）とも最初の攻撃方法はクィーンと大差は無いが、砲台の耐久力が上がっており、中ボスもグレイストライプに変わっていて、より難易度が上がっている。
全身が弱点だが、第二段階では尾鰭からフレーム弾と火炎弾を撃ち放ち、クイーン同様、尾鰭と舷側砲台が展開してβビームを放出するが、角部分も変形してβビームを撃ってくる。
こちらもクイーン同様舷側砲台によるαビームとの干渉によるカウンターボーナス最高のフォーフォールドカウンターは、上ルートを選んだ時にしか行うことができない。
BGMが殆どの最終ボス戦に用いられている「ADAM」であり、耐久力も高く、火力・性能共にシリーズ史上最強のフォスルだと言える。

### アイアンフォスル (IRON FOSSIL)
『ダライアスバースト』には、アイアンフォスルが出現する。デザインは海老川兼武。
今までの5方向弾に加えて攻撃は外伝のものに似ているが、直接本体を攻撃可能・鱗のそれぞれ全てや胸鰭・背鰭を部位破壊できる。鱗弾を撒き散らす攻撃もあるがショットで打ち消す事ができる。他、ホーミングミサイルとレーザーによる攻撃の他、艦尾からバーストビームを撃ち、更に下部から破壊可能の大型魚雷を放出する。
『ダライアスバースト アナザークロニクル』にも登場するが、サイズがより大型化しており、5方向弾が単発から連弾になっている。
また本体のカラーリングが紫色になったナイトフォスル （KNIGHT FOSSIL）と呼ばれる同型亜種も登場する。こちらは鱗弾がウェーブを遮蔽するバリアを纏っており、5方向弾がショットを受けると自機狙いに軌道を変化させる撃ち返し弾になっているなど、大幅に強化されている。
更に初代キングフォスルのデザインを踏襲した頭部を持つ、そのものずばりキングフォスルも登場。こちらは5方向弾と鱗弾の一部がバーストでのみ破壊できる浮遊機雷になっている。
そのほかにもエイプリルフール用のネタとして、体長がウナギのように非常に長くなり、48人分のバーストリンクで焙ることで本体のカラーが赤色に変化し、カバヤキモードが発動する等といった特徴を持つウナギーフォスル(UNAGI FOSSIL)の存在が設定上に存在しており、『ダライアスバースト クロニクルセイバーズ』のCSモードで特定の条件を満たすと解放される真の最終ミッションをクリア後に見られる真のエンディングで登場している。

## 登場作品

### ダライアス
ゾーンAに登場。
PCエンジンの『スーパーダライアス』及び、『ダライアスプラス』にも登場する。攻撃方法はオリジナルと同じ。

### ダライアスII
上記のファイアーキングフォッスルがゾーンAとV、Wに中ボスとして登場。
メガドライブの『ダライアスII』、PCエンジンの『スーパーダライアスII』にも登場する。

### ダライアスツイン
スーパーファミコンの『ダライアスツイン』では、ゾーンBとCにエンペラーフォスルとクイーンフォスルの二体組が登場。

### サーガイア
ゲームボーイの『サーガイア』では、ゾーン1と4に登場。4の中ボスとなって出たときには、破壊可能なバウンドボールを撃ってくる。  

### ダライアスフォース
スーパーファミコンの『ダライアスフォース』ではオープニングに登場する（プレイ中に戦う事はない）。L、Oゾーンには後述のギガンティックバイトと同じダンクレオステウス型の中ボスが登場。

### ダライアス外伝
『ダライアス外伝』では、ゾーンCに登場する他に、ゾーンJ背景には初代のシルエットが登場。

### Gダライアス
ゾーンγにクイーンフォッスル、ゾーンηにはファイアーフォッスルが登場。
クイーンが待つゾーンγにはケファラスピス型ザコキャラのルオートも登場し、ソリドナイトでガードしながら分裂エネルギー弾を撃つ。キャプチャー可能。

### ダライアスR
ゲームボーイアドバンスの『ダライアスR』にはキングフォシルが登場。この作品だけ、何故かフォシルと呼び、BGMがGダライアスの「ADAM」（全曲ではない）になっている。
攻撃自体はⅠと同じだが、それまでの機種と違い、ミサイルもボムもとても当てづらく、1面ボスでありながら、当作品のボスでは最強クラスになっている。

### ダライアスバースト
ゾーンAにアイアンフォスルが登場する他、ミッションモードで、オリジンシルバーホーク使用で対戦となると、頭部だけキングフォッスルになる。
『ダライアスバースト アナザークロニクル』のクロニクルモードにも同様の戦艦が登場するが、こちらは名前もキングフォスルになっている。

### その他
『レインボーアイランド』のファミコン移植作品（アーケードオリジナル作品他ではエレクトリックファン）のダライアスステージにて、ボスキャラとして登場する。
『スペースインベーダーDX』ではダライアスステージで、高得点の画面最上段のUFOとして登場。
『あっかんべぇだぁ～』では2面海鮮丼型ボスの尾頭付きで登場。ダメージを与えると目が飛び出し、やられると骨になってしまう演出がある。
『LORD of VERMILION ARENA』では限定イベントに於いて使い魔として登場していた。またそれをモチーフとしたプレイヤー装備も入手ができた。

## ギガンティックバイト(GIGANTIC BITE)
『ダライアスバースト クロニクルセイバーズ』に登場するシーラカンスと同じ古代魚だが、絶滅種の板皮類型で、コードネームがダンクレオステウスの巨大戦艦。このゲーム最強の敵でもある。
同ゲーム内のウナギ型のユニットを食い千切って残骸を飛ばす攻撃の他、アイアンフォスルの鱗弾のような硬質弾を口から吐き、全身の砲台からレーザー、ニードル弾、破裂弾、拡散弾を撃ち、腹部砲塔からはバーストビーム、頬からは蒼と赤のホーミングレーザー、大型砲台からは円状に拡がるショックカノンを放つ。更にパラボラ型レーザービット（破壊可能）を放ち、胸鰭から火炎弾、腹部付近からはグレートシングのイルカ弾のような赤いショートホーミングレーザーと直角ホーミングレーザーにバーストビームを撃つボレアスピス型の小型艇を放ち、更に大爆発を起こす魚雷、背部からはショットやバーストビームも遮断するレーザーアンカー式インコム（先端部は破壊可能）と、ベレムナイト型の直角ホーミングミサイル（破壊不可能）を放つ多連装ミサイルランチャー、そして砲台からのビッグレーザーという具合に、ストームコーザーにも匹敵する死角が少ない強力な攻撃を全方面に渡って仕掛け、クイーンフォッスルやファイアーフォッスルの舷側からの上下レーザーによる逃げ道封鎖による弾幕攻撃に似たものまで繰り出してくる。
小型艇放出や爆発する魚雷に加え、画面奥へ移動してなお攻撃を加えたり、方向転換後もくまなく様々な弾幕攻撃を繰り出してくるだけではなく、耐久力も非常に高い上に、G.T.Bを超越した動きと攻撃能力は設置バーストでも強力な弾幕の前に防ぎきれないほどの難敵であり、バーストインパクトで弾の大半を消す事が出来るムラクモシルバーホークバースト以外の機体での撃破は非常に困難。
バーストが使えない機体はアームを相当にストックしていたとしても、高い耐久力と弾幕回避で効率的にダメージを与え辛い故に勝利は難しく、ムラクモ以外設置バーストの機体も、バーストからはみ出る攻撃の回避も怠れない厳しさから、攻撃パターンを掴んでいても苦戦は免れない最強ボスとなる。